# Bacino del Ciad

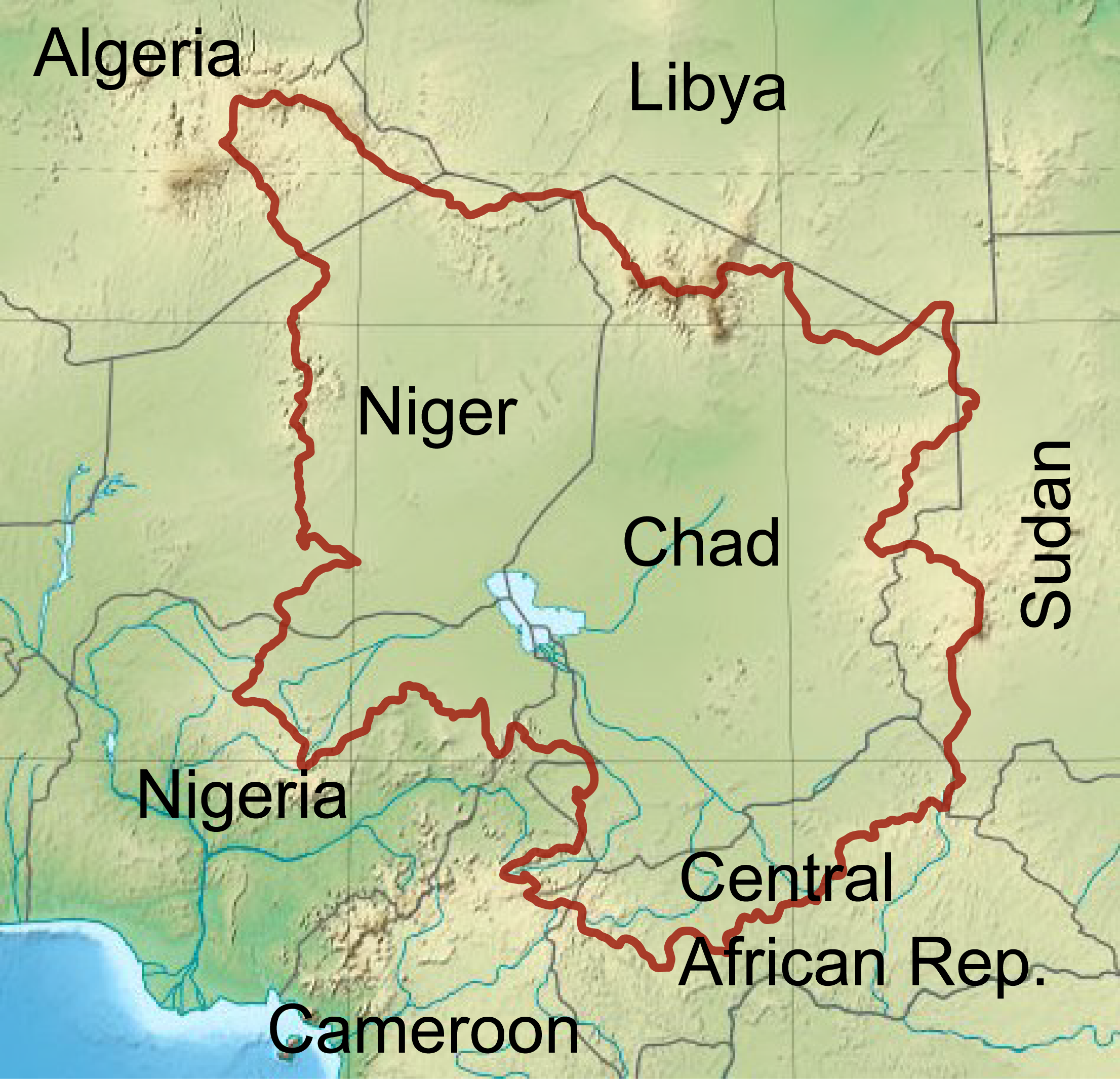
Contorno del bacino del Ciad

Il bacino del Ciad è il più grande bacino endoreico dell'Africa e ha come centro il lago Ciad. Esteso su sette paesi, inclusa la maggior parte del Ciad e una vasta parte del Niger, non ha emissari  o sbocchi verso il mare, al suo interno si trovano vaste aree di deserto o di savana semiarida e corrisponde quasi interamente al bacino sedimentario, ma ha un'estensione maggiore verso est e nordest. 
La regione ha una popolazione etnicamente eterogenea in rapida crescita rispetto ai 30 milioni del 2011. L'effetto combinato della costruzione di nuove dighe, l'aumento del prelievo per l'irrigazione e le ridotte precipitazioni stanno producendo una scarsità di acqua che porta alla contrazione del lago Ciad, alla crescita del terrorismo e dell'organizzazione Boko Haram nella regione.

## Geologia
Il bacino geologico, che è più piccolo del bacino idrografico, è di origine sedimentaria e si è formato nel Fanerozoico durante il processo di divergenza delle placche che ha portato all'apertura dell'Oceano Atlantico meridionale. 
Il bacino è posizionato tra il cratone dell'Africa occidentale e il cratone del Congo, e si è formato all'incirca nello stesso periodo della valle di Benue. Si estende su un'area di 2.335.000 km2 e si fonde a ovest con il bacino degli Iullemmeden nella vallata di Damergou, che separa i monti dell'Aïr da quelli di Zinder.
La base del bacino è costituita da un substrato di rocce del Precambriano, ricoperto da più 3.660 m di depositi sedimentari.